# Probittacomorpha brisaci
Probittacomorpha brisaci is een uitgestorven muggensoort uit de familie van de glansmuggen (Ptychopteridae). De wetenschappelijke naam van de soort werd voor het eerst geldig gepubliceerd in 2012 door Krzemiński et al..